# Новая (Шуйский район)
Новая — деревня в Шуйском районе Ивановской области России, входит в состав Остаповского сельского поселения.

## География
Деревня расположена в 8 км к югу от райцентра города Шуя. 

## История
В конце XIX — начале XX века деревня являлась центром Сергеевской волости Шуйского уезда Владимирской губернии. В 1905 году в деревне числилось 19 дворов.
С 1929 года в составе Сергеевского сельсовета Шуйского района, с 1954 года — в составе Змеевского сельсовета, с 2005 года — в составе Остаповского сельского поселения.

## Население
| 1905 |
| ---- |
| 103  |

| 1905 | 2010 |
| ---- | ---- |
| 103  | ↘76  |